# Ecitoptera parallela
Ecitoptera parallela är en tvåvingeart som beskrevs av Borgmeier 1960. Ecitoptera parallela ingår i släktet Ecitoptera och familjen puckelflugor. Inga underarter finns listade i Catalogue of Life.